# Navajo Bridge
Ne doit pas être confondu avec Navajo Steel Arch Highway Bridge.
Le Navajo Bridge est un pont en arc américain dans le comté de Coconino, en Arizona. Ce pont routier livré en 1995 franchit le Marble Canyon, un canyon creusé par le Colorado. Nouveau porteur de l'U.S. Route 89A en remplacement du Navajo Steel Arch Highway Bridge situé quelques mètres en amont, il est protégé au sein de la Nation navajo dans sa partie sud-est, du parc national du Grand Canyon dans sa partie centrale et au sein de la Glen Canyon National Recreation Area dans sa partie nord-ouest.